# Zabrdnji Toci
Zabrdnji Toci (em cirílico: Забрдњи Тоци) é uma vila da Sérvia localizada no município de Prijepolje, pertencente ao distrito de Zlatibor. A sua população era de 80 habitantes segundo o censo de 2011.

## Demografia
| 1948 | 1953 | 1961 | 1971 | 1981 | 1991 | 2002 | 2011 |
| ---- | ---- | ---- | ---- | ---- | ---- | ---- | ---- |
| 366  | 394  | 409  | 415  | 316  | 201  | 133  | 80   |